# 37.º Regimiento Antiaéreo (motorizado) - 1941
El 37.º Regimiento Antiaéreo (motorizado) (Flak-Regiment. 37 (mot.)) fue una unidad de la Luftwaffe durante la Segunda Guerra Mundial.

## Historia
Fue formado en abril de 1941 en Mähr.Ostrau(?). Destruido en enero de 1943 en Stalingrado. Reformado en junio de 1943 en Watten a partir del Regimiento de Instrucción Antiaérea. En mayo de 1944 es reasignado al 3.º Regimiento Antiaéreo de Asalto. Reformado en septiembre de 1944 en Croacia.

## Comandantes
- Teniente coronel Ernst Müller – (abril de 1941 – junio de 1942)
- Coronel Wilhelm Wolff – (junio de 1942 – febrero de 1943)
- Teniente coronel Eberhardt Greiner – (junio de 1943 – agosto de 1943)
- Coronel Eugen von Lyro – (16 de agosto de 1943 – abril de 1944)
- Coronel Hermann Rudhart(?) – (1 de febrero de 1945 - ?)

## Servicios
- junio de 1941: Comandante de todas las unidades de la Fuerza Aérea adscriptas al 1.º Grupo Panzer con el I Grupo/4.º Regimiento Antiaéreo (motorizado) y el I Grupo/25.º Regimiento Antiaéreo (motorizada) en la Rusia meridional.
- 1942: en Mariúpol bajo la 9.º División Antiaérea y la 15.º División Antiaérea.
- enero de 1943: en Stalingrado (9.º División Antiaérea) con el I Grupo/8.º Regimiento Antiaéreo, I Grupo/49.º Regimiento Antiaéreo, III Grupo/FAS y 851.º Regimiento Ligero Antiaéreo.
- junio de 1943: en Watten (16.º División Antiaérea) con 266.º Regimiento Pesado Antiaéreo, 402.º Regimiento Pesado Antiaéreo y después el II Grupo/22.º Regimiento Antiaéreo, II Grupo/64.º Regimiento Antiaéreo y el 84.º Regimiento Ligero Antiaéreo.
- 1 de noviembre de 1943: bajo la 16.º División Antiaérea, sin unidades aderidadas.
- 1 de enero de 1944: en Watten bajo la 16.º División Antiaérea, con 716.º Regimiento Ligero Antiaéreo (v), 730.º Regimiento Ligero Antiaéreo (E), 744.º Regimiento Ligero Antiaéreo (v), 773.º Regimiento Ligero Antiaéreo (v), 978.º Regimiento Ligero Antiaéreo (v), mixta II Grupo/22.º Regimiento Antiaéreo (motorizado) y el II Grupo/64.º Regimiento Antiaéreo (motorizado).
- 1 de febrero de 1944: en Watten bajo la 16.º División Antiaérea, con mixta II Grupo/22.º Regimiento Antiaéreo (motorizada), II Grupo/64.º Regimiento Antiaéreo (motorizado), 716.º Regimiento Ligero Antiaéreo (v), 978.º Regimiento Ligero Antiaéreo (v) y 730.º Regimiento Ligero Antiaéreo (E).
- 1 de marzo de 1944: en Watten bajo la 16.º División Antiaérea, con mixta II Grupo/22.º Regimiento Antiaéreo (motorizado), II Grupo/64.º Regimiento Antiaéreo (motorizado), 141.º Regimiento Mixto Antiaéreo (motorizado), 242.º Regimiento Pesado Antiaéreo (v), 84.º Regimiento Ligero Antiaéreo (v), 716.º Regimiento Ligero Antiaéreo (v), 978.º Regimiento Ligero Antiaéreo (v), 730.º Regimiento Ligero Antiaéreo (E) y 9920.º Batería Pesada Antiaérea z.b.V.
- 1 de abril de 1944: en Watten bajo la 16.º División Antiaérea, con mixta II Grupo/22.º Regimiento Antiaéreo (motorizado), mixta II Grupo/52.º Regimiento Antiaéreo (motorizado), 141.º Regimiento Mixto Antiaéreo (motorizado), 84.º Regimiento Ligero Antiaéreo (v) y 9998.º Batería Pesada Antiaérea z.b.V.
- 1 de mayo de 1944: en Watten bajo la 16.º División Antiaérea, con mixta II Grupo/52.º Regimiento Antiaéreo (motorizado), 141.º Regimiento Mixto Antiaéreo (motorizado), mixta I Grupo/53.º Regimiento Antiaéreo (motorizado) y mixta II Grupo/64.º Regimiento Antiaéreo (motorizado).
- 1 de octubre de 1944: bajo la 20.º División Antiaérea, con 118.º Regimiento Mixto Antiaéreo (v), 236.º Regimiento Mixto Antiaéreo (v), ligera 9./II Grupo/241.º Regimiento Antiaéreo (motorizado), 546.º Regimiento Pesado Antiaéreo (v), 6./829.º Regimiento Ligero Antiaéreo (v) y 4./891.º Regimiento Ligero Antiaéreo (v).
- 1 de noviembre de 1944: bajo la 20.º División Antiaérea, con 118.º Regimiento Mixto Antiaéreo (v), 236.º Regimiento Mixto Antiaéreo (v), 546.º Regimiento Pesado Antiaéreo (v), 6./829.º Regimiento Ligero Antiaéreo (v) y 4./891.º Regimiento Ligero Antiaéreo (v).
- 1 de diciembre de 1944: bajo la 20.º División Antiaérea, con el Stab, 1.-3., 5.-6./ 118.º Regimiento Mixto Antiaéreo (v), 236.º Regimiento Mixto Antiaéreo (v), 546.º Regimiento Pesado Antiaéreo (v), 6./829.º Regimiento Ligero Antiaéreo (v) y 4./891.º Regimiento Ligero Antiaéreo (v).
- febrero de 1945: en Nisch(?).